# Åsgruvanita-(Ce)
L'åsgruvanita-(Ce) és un mineral de la classe dels silicats. Rep el nom d'Åsgruvan, la localitat tipus d'aquesta espècie.

## Característiques
L'åsgruvanita-(Ce) és un tectosilicat de fórmula química Ce₁₆Ca₅Al(SiO₄)₆(AsO₃)₈(CO₃)₂Cl₄F₃(OH)₂. Va ser aprovada com a espècie vàlida per l'Associació Mineralògica Internacional en el mes de maig de l'any 2025. Encara resta pendent de publicació. Cristal·litza en el sistema trigonal.
L'exemplar que va servir per a determinar l'espècie, el que es coneix com a material tipus, es troba conservat a les col·leccions mineralògiques del Museu Suec d'Història Natural, situat a Estocolm (Suècia), amb el número de col·lecció: GEO-NRM 20240017.

## Formació i jaciments
Va ser descoberta a la mina d'Åsgruvan, al municipi de Norberg (Västmanland, Suècia). Aquesta mina sueca és l'únic indret de tot el planeta on ha estat descrita aquesta espècie mineral.